# Ormia lenkoi
Ormia lenkoi là một loài ruồi trong họ Tachinidae.